# Liste der Monuments historiques in Ochtezeele
Die Liste der Monuments historiques in Ochtezeele führt die Monuments historiques in der französischen Gemeinde Ochtezeele auf.

## Liste der Bauwerke
| Bezeichnung    | Beschreibung | Standort | Kennzeichnung | Schutzstatus | Datum | Bild           |
| -------------- | ------------ | -------- | ------------- | ------------ | ----- | -------------- |
| Kirche St-Omer |              | (Lage)   | PA00107767    | Inscrit      | 1948  | weitere Bilder |
| Motte          |              | (Lage)   | PA00107768    | Classé       | 1979  |                |